# Distrito de Saraikela Kharsawan
Saraikela Kharsawan (en hindi; सराइकेला खरसावाँ जिला) es un distrito de la India en el estado de Jharkhand. Código ISO: IN.JK.SK.
Comprende una superficie de 2 725 km².
El centro administrativo es la ciudad de Saraikela.

## Demografía
Según censo 2011 contaba con una población total de 1 063 458 habitantes, de los cuales 520 226 eran mujeres y 543 232 varones.